# Inquilab Zindabad
Inquilab Zindabad (hindustani: इंक़िलाब ज़िन्दाबाद (Devanagari), اِنقلاب زِنده باد (Nasta'liq), panyabi: ਇਨਕਲਾਬ ਜ਼ਿੰਦਾਬਾਦ) es un frase urdu traducible por "¡Larga vida a la Revolución!".
La frase fue acuñada por Hasarat Mohani. Su primer uso por un revolucionario tuvo lugar en 1929 cuándo Bhagat Singh lo gritó tras la bomba en la Asamblea Central en Delhi. Se convirtió en una de las consignas más famosas del movimiento de independencia indio. El eslogan  fue usado en las actividades del Asociación Republicana Socialista Hindustana, particularmente por Ashfaqulla Khan, Bhagat Singh y Chandra Shekhar Azad.  En la literatura india ambientada en la época movimiento de independencia, habitualmente se caracteriza con el uso de este eslogan a los personajes proindependentistas.